# Gemenelandsrenten
Gemenelandsrenten waren een soort van staatsobligaties die door de Staten van Holland werd gebruikt als vorm van overheidsfinanciering. Kopers van gemenelandsrenten kregen een jaarlijkse renteuitkering of annuïteit. Dit kon een lijfrente zijn die eindigde bij het overlijden of een losrente die eindigde zodra de Staten de inleg terugbetaalden.

## Langzame centralisatie
Decentrale publieke schuld waarbij steden en dorpen afzonderlijk publieke schuld aangingen was al vroeg gebruikelijk in Holland en al vanaf de dertiende eeuw was er ook sprake van een meer centrale vorm waarbij steden gezamenlijk de verantwoordelijkheid voor rentebetalingen namen. De term gemenelandsrenten werd voor het eerst gebruikt in 1482 toen Maximiliaan van Habsburg als regent van de Nederlanden aan Dordrecht, Haarlem, Delft, Gouda en Amsterdam verzocht om gezamenlijk renten te verkopen om zo de oorlog met Utrecht te financieren.
Al snel kwamen de vijf steden - Amsterdam had ervoor gekozen zelfstandig renten te verkopen - in de problemen toen zij niet in staat bleken om de jaarlijkse renten op te brengen. Daarbij speelde mee dat steden niet zonder toestemming van de landsheer belasting of omslag mochten heffen en als er al toestemming was, deze voor een beperkte tijd was. In 1484 moesten de vijf steden Maximiliaan vragen om een zesjarige gemenelandsomslag toe te staan. De inning hiervan lukte aanvankelijk, maar stuitte vanaf 1487 op grote weerstand, zodat de renten in de jaren daarna veelal niet uitbetaald konden worden. Dit bracht de nodige problemen met zich mee doordat poorters van de vijf steden via het represaillerecht verantwoordelijk konden worden gesteld voor de openstaande schulden. Zo werden goederen in beslag genomen en kon men zelfs gevangen worden gezet. De Kerk had daarnaast ook nog de beschikking over het interdict waarbij gelovigen bepaalde rechten werden ontnomen. Door dit alles bleven poorters veelal binnen de eigen stadsmuren - wat de handel belemmerde - of trokken zij weg naar andere steden. Beide zaken deden de vijf steden geen goed, zodat Filips de Schone in 1497 op verzoek van de Staten een moratorium in zodat poorters van de vijf steden ontslagen werden van rechtsvervolging die betrekking had op de gemenelandsrenten. Daarnaast werden niet langer de vijf steden, maar zeven kwartieren verantwoordelijk gesteld. Hoewel de schulden formeel nog op naam van de vijf steden stonden, kwamen deze feitelijk ten laste van geheel Holland.

## Staten van Holland
In 1515 gaven de Staten van Holland dan voor het eerst formeel gemenelandsrenten uit, waarmee de noodzaak voor individuele steden en dorpen om zelf renten uit te geven sterk verminderde. Door deze centralisatie vereenvoudigde de organisatie en concurreerden de steden niet meer met elkaar op de kapitaalmarkt, zodat de rentevoet kon dalen. In 1542 werden gewestelijke belastingen geïntroduceerd zodat de Staten niet meer aangewezen waren op de incidentele beden. Hiermee werd betaling zekerder en daarmee werden de gemenelandsrenten aantrekkelijker. De rente op dit langlopende krediet of juros lag onder de 10% en was daarmee aanzienlijk aantrekkelijker dan de kortlopende schulden of asientos die werden afgesloten bij Antwerpse, Duitse en Italiaanse bankiers die vooral in moeilijke oorlogsjaren aanzienlijk hogere rentes vroegen. Zo betaalde Karel V tussen 1521-1532 17,6%, tussen 1533-1542 21,3%, tussen 1543-1551 27,9% en tussen 1552-1556 48,8%.

## Financiële revolutie
Tracy stelde dat er met de gemenelandsrenten een financiële revolutie plaatsvond in Holland die daarmee anderhalve eeuw voorafging aan die in Engeland van na 1688 zoals Dickson die had beschreven. De verhoogde kredietwaardigheid van Holland die hieruit volgde, zou de Opstand tegen Spanje financieel mogelijk hebben gemaakt. Het zou ook hebben bijgedragen aan de ontwikkeling van de Staten van vertegenwoordiging naar politiek lichaam. Aanvankelijk werd er echter relatief weinig geleend. Pas na het aflopen van het Twaalfjarig Bestand in 1621 werd er op grote schaal geleend. Het groeiende vertrouwen in de overheid bleek uit de dalende rente, van 10% aan het einde van de zestiende eeuw naar 5% rond 1640 en 4% rond 1655.